# Barão de Cotegipe
Barão de Cotegipe es un municipio brasileño del estado de Río Grande del Sur. 

## Historia
El nombre de la ciudad de homenajea a João Maurício Wanderley, el Barón de Cotejipe, coautor de la Ley de los Sexagenários, también conocida como Ley Saraiva-Cotejipe. Esa ley, promulgada en el 28 de septiembre de 1885, garantizaba la libertad de los esclavos con más de 60 años.

## Geografía
Pertenece a la Mesorregión Noroeste Río-Grandense y a la Microrregión de Erechim. El municipio se ubica al Norte del estado, en la región del Alto Uruguay, sobre la cordillera de la Sierra General. Tiene como límite al este el municipio de Erechim.